# Prince Alfred
Prince Alfred este un oraș din provincia Wes-Kaap, Africa de Sud.